# Emil Meerkämper
Emil Meerkämper (* 19. Juli 1877 in Mülheim an der Ruhr; † 28. Dezember 1948 in Davos) war ein deutscher Ingenieur und Fotograf, der in der Schweiz lebte und arbeitete. Er gilt als einer der bedeutendsten Fotografen Graubündens.

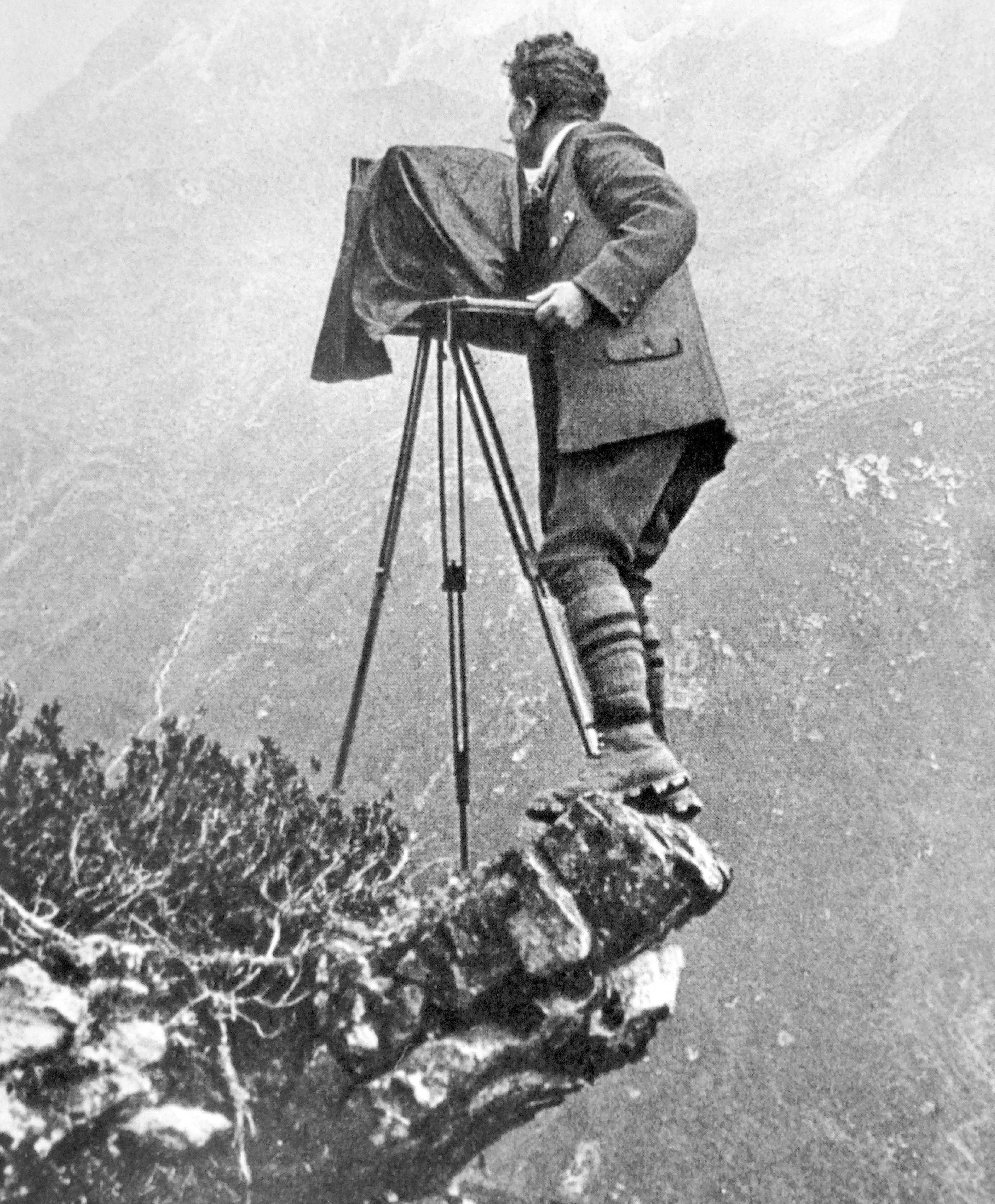
Meerkämper bei der Arbeit

## Leben

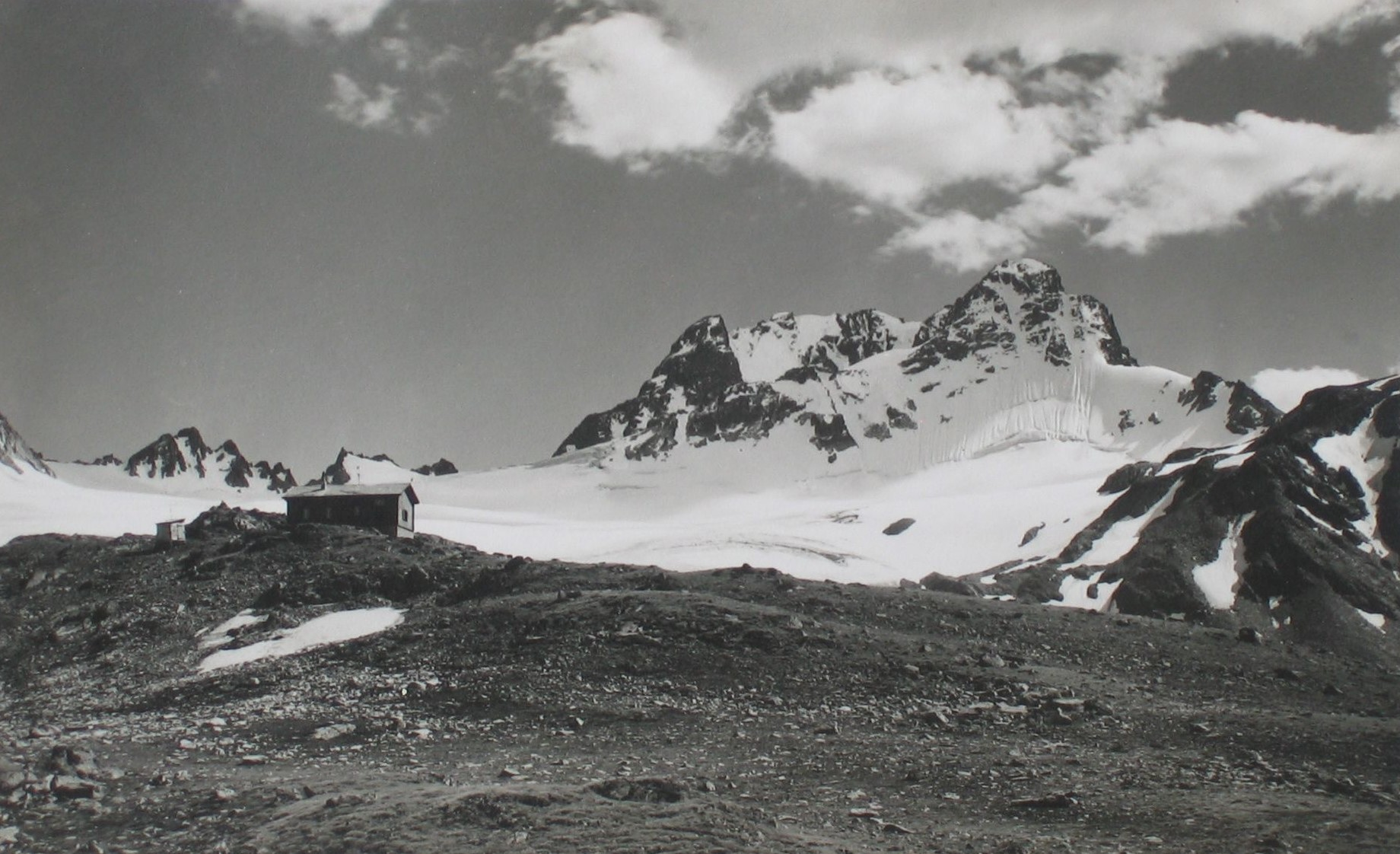
Emil Meerkämper: Am Fuß des Piz Kesch mit der Kesch-Hütte (um 1936)

Emil Meerkämper wuchs im Ruhrgebiet in Nordrhein-Westfalen auf. Sein Vater war der Baumeister Anton Meerkämper, seine Mutter Elise geb. Wallmann. Nach der Schulzeit liess er sich zum Ingenieur ausbilden. 1900 kam Meerkämper für einen Kuraufenthalt nach Davos, weil er lungenkrank war. Im Auftrag des Kur- und Verkehrsvereins arbeitete er als Ingenieur im Strassen- und Brückenbau. 1905 heiratete er Frieda Heierli, die Tochter des Metzgermeisters Meinrad Heierli aus Appenzell. Das Paar hatte drei Kinder, darunter Max, der ebenfalls Fotograf wurde.
Meerkämper und Friedrich Wagner eröffneten im Sporthotel Post in Davos Platz 1910 ein Fotogeschäft. Wagner verliess nach kurzer Zeit den Betrieb; Meerkämper führte ihn alleine weiter. Neben dem Hauptsitz in Davos führte er ab Anfang der 1920er Jahre im Sommer eine Filiale in Sils Maria und von 1930 bis 1933 eine weitere Filiale im Tessin, die aber nicht rentierte. In Meerkämpers Atelier arbeiteten unter anderen die Fotografen Otto Furter und Hans Steiner. Die Fotografin Lisa Gensetter absolvierte bei ihm ihre Ausbildung als Laborantin. 1923 trennte sich Meerkämper von Frieda Heierli und heiratete seine Mitarbeiterin Lina Lendi, mit der er ein Kind hatte. 
Meerkämper arbeitete vorwiegend als Landschaftsfotograf. Er veröffentlichte Reportagen und Prospekte, führte einen Postkartenverlag und arbeitete weiterhin eng mit dem Kurverein Davos zusammen. Bis zu seinem Tod hielt er Bildvorträge in der ganzen Schweiz. Da er deutscher Staatsbürger war, blieb das Verhältnis zu den Einheimischen stets angespannt, was sich nach Ausbruch des Krieges noch verschärfte.
Nach 1930 verschlechterte sich Meerkämpers Gesundheitszustand, und das Fotografieren fiel ihm zusehends schwer. Nach seinem Tod 1948 übernahm sein Sohn Max den Betrieb.